# Elezioni parlamentari in Tunisia del 2011
Le elezioni parlamentari in Tunisia del 2011 si tennero il 23 ottobre per l'elezione dell'Assemblea Costituente; ebbero luogo in seguito alla rivoluzione politica dell'anno precedente.
La legge elettorale prevedeva il sistema elettorale proporzionale, a base circoscrizionale e con liste bloccate, per formare l'Assemblea Costituzionale, composta da 217 seggi.

## Risultati
| Ennahda                                      | 1 498 905 | 36,97 | 89  |  |  |  |
| Congresso per la Repubblica                  | 352 825   | 8,70  | 29  |  |  |  |
| Forum Democratico per il Lavoro e le Libertà | 285 530   | 7,04  | 20  |  |  |  |
| Petizione Popolare                           | 280 382   | 6,92  | 26  |  |  |  |
| Partito Democratico Progressista             | 160 692   | 3,96  | 16  |  |  |  |
| Iniziativa Nazionale Desturiana              | 129 215   | 3,19  | 5   |  |  |  |
| Polo Democratico Modernista                  | 113 094   | 2,79  | 5   |  |  |  |
| Afek Tounes                                  | 76 643    | 1,89  | 4   |  |  |  |
| Partito dei Lavoratori                       | 60 620    | 1,50  | 3   |  |  |  |
| Unione Patriottica Libera                    | 51 594    | 1,27  | 1   |  |  |  |
| Movimento dei Patrioti Democratici           | 32 306    | 0,80  | 1   |  |  |  |
| Movimento del Popolo                         | 31 793    | 0,78  | 2   |  |  |  |
| Movimento dei Democratici Socialisti         | 22 842    | 0,56  | 2   |  |  |  |
| Altri <0,5% con seggi                        | 148 077   | 3,65  | 14  |  |  |  |
| Liste che non hanno ottenuto seggi           | 809 387   | 19,97 | –   |  |  |  |
| Totale                                       | 4 053 905 | 100   | 217 |  |  |  |
|                                              |           |       |     |  |  |  |
| Schede bianche                               | 100 015   | 2,32  |     |  |  |  |
| Schede nulle                                 | 152 615   | 3,54  |     |  |  |  |
| Votanti                                      | 4 306 535 |       |     |  |  |  |